# Thiel Mountains
Thiel Mountains är ett berg i Västantarktis. Inget land gör anspråk på området. 
Toppen på Thiel Mountains är 2 810 meter över havet, och är den högsta punkten i området. Terrängen runt Thiel Mountains är platt åt sydväst, men åt nordost är den kuperad.